# حزقيال ميدران
حزقيال ميدران (بالإسبانية: Ezequiel Medrán) هو لاعب كرة قدم أرجنتيني في مركز حراسة المرمى، ولد في 28 ديسمبر 1980 في مدينة رافاييلا في الأرجنتين. لعب مع أتليتيكو رافائيلا وبوكا جونيورز وديبورتس لاسيرينا وسان مارتين دي سان خوان وسيرو بورتينيو ونادي أتليتيكو بيلغرانو ونادي كوبريسال.

## وصلات خارجية
- حزقيال ميدران على موقع قاعدة بيانات كرة القدم.إي يو (الإنجليزية)
- حزقيال ميدران على موقع Soccerway.com (الإنجليزية)
- حزقيال ميدران على موقع AS.com (الإسبانية)